# Tracie Thoms
Tracie Nicole Thoms (Baltimore, 19 de agosto de 1975) es una actriz y cantante estadounidense. Principalmente conocida por su papel en las películas de Rent y el diablo se viste de Prada y en televisión por el programa Cold Case, y últimamente por el papel en la serie de corta duración Wonderfalls de la cadena Fox.

## Biografía
Thoms nació y se crio en Baltimore, Maryland, es hija de Donald H. Thoms, vicepresidente de programación de PBS y director de televisión, y su esposa Mariana Davis. Tiene un hermano menor, llamado Austin. Comenzó a estudiar actuación a los diez años y luego asistió a la Escuela de Artes de Baltimore.
Obtuvo su licenciatura en Bellas Artes en la Universidad de Howard en 1997. Luego asistió a la División de Drama de la Escuela Juilliard donde compartió clase con los actores Lee Pace y Anthony Mackie.

## Carrera
Thoms hizo su debut profesional en 2002, con apariciones en un par de comedias que fracasaron y un pequeño papel en la película de Comedia Central pollo Porn 'n. Tracie pasó los próximos dos años, apareciendo en programas de televisión como The Shield y en películas oscuras como la de 2004 de Brother to Brother y la clase guerrera. Sin embargo, la gran oportunidad de Tracie llegó con un papel recurrente en la serie de la cadena FOX Wonderfalls. Aunque sólo cuatro episodios fueron emitidos antes de que fuera cancelada, Wonderfalls abrió muchas puertas para Tracie. 

En 2005, Thoms, junto con Rosario Dawson,  fue una de las actrices que se añadieron al elenco original de Broadway, del musical Rent, para su adaptación cinematográfica, interpretando a Joanne Jefferson.
Rent condujo a Thoms directamente a la temporada actual del éxito de CBS Cold Case, así como sus apariciones en 2006 de El diablo viste de Prada y 2007 de Grindhouse. Ella también fue vista en el 2008 en la comedia Sex and Breakfast junto a Macaulay Culkin y Eliza Dushku. 
En el 2011 consiguió un papel como la secretaria de la protagonista para la serie Wonder Woman, pero luego dicha producción fue cancelada.

### Teatro
Thoms hizo su debut en Broadway en Regina Taylor Cuervo ahogamiento. Ella también ha aparecido en varias producciones off-Broadway y regionales, incluyendo contra el viento (New York Theater Workshop), Las obras de Edipo (el teatro de Shakespeare), A Raisin in the Sun ( Baltimore CenterStage) Joe Turner de vino y se fue (Missouri Rep), The Exonerated (Off Broadway es el Proyecto de Cultura) y el Proyecto de Antígona (Proyecto de la Mujer).
El 18 de julio de 2008, se unió al reparto final de Rent a partir del 26 de julio de 2008, retomando el personaje de Joanne, en sustitución de Merle Dandridge. La última actuación se realizó en un DVD: Rent: Filmado en vivo en Broadway.
Thoms repitió su papel como Joanne para otra producción de Rent, dirigida por Neil Patrick Harris, en el Hollywood Bowl el 6 de agosto de 2010, en la cual actuara junto a Vanessa Hudgens.
Actualmente hace el papel de Taylor que es una mujer muy independiente que tiene una opinión sobre casi todo en el drama familiar Fly Stick que ser presenta en el Teatro Cort.
Thoms participó en la versión de 2014 de Annie , interpretando a la "falsa madre" de Annie, un personaje basado en Lily St. Regis del musical original.
En 2016, apareció en la reposición de Broadway de Falsettos como la Dra. Charlotte.
Desde 2018, Thoms ha interpretado el papel recurrente de Karen Wilson en el drama sobre los servicios de emergencia de Los Ángeles 9-1-1 . Repetirá el papel de Lily en la película de 2026 El diablo viste de Prada 2.

## Premios
En 2016, Thoms fue nominada al Emmy en la categoría de Mejor Actriz en una Serie Corta de Comedia o Drama por "Send Me: An Original Web Series" , que se estrenó en BET.com.

## Filmografía

### Cine
| Año  | Título                        | Personaje                         | Notas           |
| ---- | ----------------------------- | --------------------------------- | --------------- |
| 2004 | Brother to Brother            | Madre                             |                 |
| 2005 | Everyone's Depressed          | Crystal                           |                 |
| 2005 | Rent                          | Joanne Jefferson                  |                 |
| 2006 | The Devil Wears Prada         | Lily                              |                 |
| 2007 | The Warrior Class             | Thelma Rosbach                    | Directo-a-vídeo |
| 2007 | Descent                       | Denise                            |                 |
| 2007 | Death Proof                   | Kim                               |                 |
| 2007 | Sex and Breakfast             | Sarah                             |                 |
| 2008 | Rent: Filmed Live on Broadway | Joanne Jefferson                  |                 |
| 2009 | Peter and Vandy               | Marissa                           |                 |
| 2009 | Good Hair                     | Ella misma                        |                 |
| 2011 | I Will Follow                 | Tiffany                           |                 |
| 2012 | Safe House                    | Analista de la CIA                |                 |
| 2012 | Meeting Evil                  | Latisha Rogers                    |                 |
| 2012 | Looper                        | Beatrix                           |                 |
| 2013 | Raze                          | Teresa                            |                 |
| 2014 | Annie                         | Secuestradora de Annie            |                 |
| 2016 | Equity                        | Melanie                           |                 |
| 2016 | The Drowning                  | Angela                            |                 |
| 2018 | The Basement                  | Lauren                            |                 |
| 2019 | Emmett                        | Sandra                            |                 |
| 2019 | Straight Up                   | Dra. Larson                       |                 |
| 2021 | Yes Day                       | Billie / Coordinador de concierto |                 |

### Televisión
| Año           | Título                                     | Personaje                                  | Notas                                                                     |
| ------------- | ------------------------------------------ | ------------------------------------------ | ------------------------------------------------------------------------- |
| 2002          | America's Most Terrible Things             | Terri                                      | Película de televisión                                                    |
| 2002          | As If                                      | Sasha                                      | Personaje principal                                                       |
| 2002          | Porn 'n Chicken                            | Andrea                                     | Película de televisión                                                    |
| 2003          | The Shield                                 | Bonnie                                     | Episodio: "Dominoes Falling"                                              |
| 2004          | Wonderfalls                                | Mahandra McGinty                           | Personaje principal                                                       |
| 2005          | Law & Order                                | Linda Ziman                                | Episodio: "Mammon"                                                        |
| 2005          | Independent Lens                           | Madre en subterráneo                       | Episodio: "Brother to Brother"                                            |
| 2005–2010     | Cold Case                                  | Kat Miller                                 | Personaje principal (temporadas 3-7). 97 Episodios                        |
| 2008          | This Can't Be My Life                      | Rachel Brooks                              | Episodio: "The Pink Pages"                                                |
| 2009          | Private Practice                           | Colette                                    | Episodio: "Pushing the Limits"                                            |
| 2010          | Human Target                               | Michelle                                   | Episodio: "Dead Head"                                                     |
| 2011          | Wonder Woman                               | Etta Candy                                 | Episodio: "Piloto"                                                        |
| 2011          | Suits                                      | Becky                                      | Episodio: "Tricks of the Trade"                                           |
| 2011          | Bandwagon: The Series                      | Ella misma                                 | 11 Episodios                                                              |
| 2011          | Harry's Law                                | ADA Katherine Kepler                       | 4 Episodios                                                               |
| 2013          | Emily Owens, M.D.                          | Natalia Gorgia                             | Episodio: "Emily and... The Teapot"                                       |
| 2013          | Gothica                                    | Mina                                       | Episodio: "Piloto"                                                        |
| 2013          | The Good Wife                              | Judy Bishop                                | Episodio: "Runnin' with the Devil"                                        |
| 2013          | Person of Interest                         | Monica Jacobs                              | Episodio: "Trojan Horse"                                                  |
| 2014          | Veep                                       | Alicia Bryce                               | Episodio: "Alicia"                                                        |
| 2014          | Catfish: The TV Show                       | Ella misma                                 | Episodio: “Tracie & Sammie”                                               |
| 2016–2018     | Love                                       | Susan Cheryl                               | 10 Episodios                                                              |
| 2016          | The Mindy Project                          | Kathy                                      | Episodio: "My Kid Stays in the Picture"                                   |
| 2016          | BrainDead                                  | Ashley Cook                                | Episodio: "Taking on Water: How Leaks in D.C. Are Discovered and Patched" |
| 2017          | Mentes criminales                          | Monica Walker                              | Episodios: “Unforgettable”, “Wheels Up”                                   |
| 2017          | American Gods                              | Buffer                                     | Episodio: "Lemon Scented You"                                             |
| 2017–2018     | Gone                                       | Agente del FBI Maya Kennedy                | 10 Episodios                                                              |
| 2017          | Wisdom of the Crowd                        | Agente especial Lydia Driscoll             | Episodio: "Denial of Service"                                             |
| 2018–presente | 9-1-1                                      | Karen Wilson                               | Recurrente                                                                |
| 2018          | UnREAL                                     | Fiona Berlin                               | 10 Episodios                                                              |
| 2018          | The First                                  | Nancy                                      | 4 Episodios                                                               |
| 2018          | Grey's Anatomy                             | Roberta Gibbs                              | Episodio: "Flowers Grow Out of My Grave"                                  |
| 2019          | The Good Doctor                            | Patricia Reynolds                          | Episodio: "Claire"                                                        |
| 2019          | Abby's                                     | Emily                                      | Episodio: "Book Club"                                                     |
| 2019–2020     | Truth Be Told                              | Desireé Scoville                           | 8 Episodios                                                               |
| 2020–presente | Station 19                                 | Dra. Diane Lewis                           | 6 Episodios                                                               |
| 2020          | Lincoln Rhyme: Hunt for the Bone Collector | Agente del FBI Cutter                      | Episodios: "Game On" & "Open Warfare"                                     |
| 2020          | Blindspot                                  | Directora del FBI Arla Grigoryan           | Episodios: "Love You to Bits and Bytes" & "Iunne Ennui"                   |
| 2020          | NCIS: Los Ángeles                          | Teniente coronel de Marines Lucilla Castro | Episodio: "War Crimes"                                                    |
| 2021          | Padre de familia                           | Pouncy                                     | Episodio: "Family Cat"                                                    |

## Teatro
| Año       | Título        | Personaje        | Notas               |
| --------- | ------------- | ---------------- | ------------------- |
| 2004      | Drowning Crow | Mary Bow         |                     |
| 2008      | Rent          | Joanne Jefferson | Broadway; Reemplazo |
| 2010      | Rent          | Joanne Jefferson | Hollywood Bowl      |
| 2011-2012 | Stick Fly     | Taylor           |                     |
| 2014      | Lost Lake     | Veronica         |                     |
| 2016-2017 | Falsettos     | Dra. Charlotte   | Broadway revival    |